# 芜湖“小天朝”
芜湖“小天朝”位于中国安徽省芜湖市镜湖区儒林街48号，建于清光绪年间，为李鸿章送给侄女结婚的陪嫁房，2005年12月被公布为芜湖市文物保护单位，2012年6月被公布为安徽省文物保护单位。

## 历史
该建筑为合肥李氏家族在芜湖的众多房产之一，后用作李鸿章侄女李季淑（即李鸿章六弟李昭庆四女）与刘体乾结婚的陪嫁房，但刘体乾夫妇在此居住的时间并不长。20世纪40年代中期售予国军第39军军长刘和鼎作为官邸，1949年刘去往台湾，1958年刘氏后人将其“申请由国家经租”，此后一直用作教育用途，曾作为芜湖卫校、师范学校附属幼儿班、工农兵幼儿园、环城南路幼儿园等，2021年6月-12月进行全面修缮，现状尚未对外开放。

## 建筑
该建筑为规模宏大、规格颇高的徽派建筑群，占地面积约1600平方米，建筑面积2318平方米，砖木结构，分前堂后宅两部分，各分前后两进，每进五间两层，两侧以连廊围合成院，东西设通长的马头墙，后有花园。